# Shogun Warriors
Les  Shogun Warriors sont une série de jouets distribués par Mattel à la fin des années 1970. Ils étaient disponibles en trois tailles. Plusieurs véhicules étaient aussi offerts ainsi qu'un ensemble dont les éléments mis ensemble pouvaient former un super robot. Une série de comics publiée par Marvel Comics en 1979-1980 reprend quelques uns de ces personnages.

## Jouets
Les jouets comportaient des lanceurs de projectiles comme des missiles, des shurikens et des haches. Certains pouvaient lancer leurs poings. Une des versions permettait de modifier le robot qui pouvait ainsi avoir plusieurs formes. Toutefois contrairement aux Transformers, un démontage partiel était parfois nécessaire.

## Controverse
À la fin des années 1970, les collections de jouets comme Shogun Warriors sont critiqués à cause des dangers qu'ils peuvent représenter. Le souci était principalement que les armes lancées pouvaient atteindre d'autres enfants et que les enfants les plus jeunes avalent les petites parties des jouets. La conséquence immédiate est l'écriture de nouveaux règlements dans la construction des jouets. Les fabricants sont donc obligés de remodeler les collections de jouets existantes. À cause de cela et de la chute des ventes, Mattel arrête la vente des Shogun Warriordans les années 1980.

## Comics
Marvel Comics obtient l'accord pour distribuer un comics basé sur ces personnages.Écrite par Doug Moench et dessinée par Herb Trimpe, la série est composée de 20 numéros de février 1979 à septembre 1980. Marvel ne reprend que 3 Shogun Warriors : Brave Raideen, Combatra, Dangard Ace.
Les baisses des ventes et le départ de Doug Moench pour le comics Moon Knight amène Marvel à arrêter la série.